# Macrociclo
Um macrociclo, pela definição da IUPAC, é uma macromolécula cíclica ou uma porção macromolecular cíclica de uma molécula.